# Mortes em janeiro de 2009
Mortes em 2009: ← Janeiro – Fevereiro – Março – Abril – Maio – Junho – Julho – Agosto – Setembro – Outubro – Novembro – Dezembro →
A lista a seguir relaciona pessoas notáveis que morreram em janeiro de 2009:

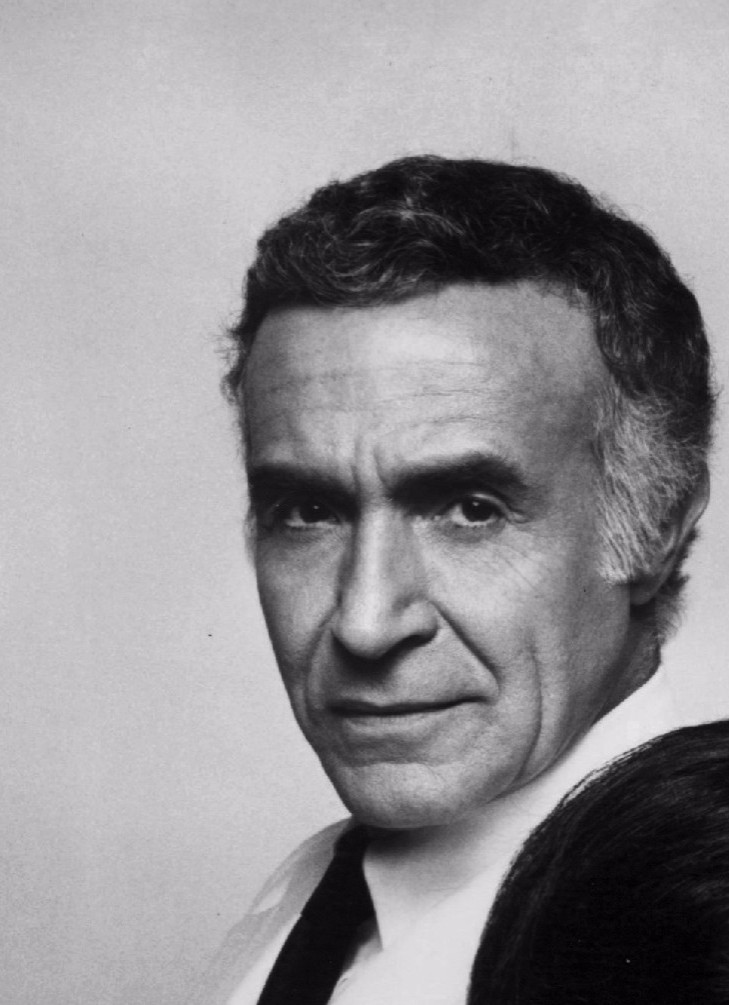
Ricardo Montalbán, ator mexicano.

| Dia | Nome                       | Profissão ou motivo de reconhecimento | Nacionalidade    | Ano de nasc. | Ref    |
| --- | -------------------------- | ------------------------------------- | ---------------- | ------------ | ------ |
| 1   | Aarne Arvonen              | Supercentenário                       | Finlândia        | 1897         | [ 1 ]  |
| 1   | Helen Suzman               | Ativista                              | África do Sul    | 1917         | [ 2 ]  |
| 1   | Nizar Rayan                | Terrorista                            | Palestina        | 1962         | [ 3 ]  |
| 2   | Maria de Jesus             | Supercentenária                       | Portugal         | 1893         | [ 4 ]  |
| 2   | Olgierd Zienkiewicz        | Matemático                            | Inglaterra       | 1921         | [ 5 ]  |
| 3   | Abu Zakaria al-Jamal       | Militar                               | Palestina        | 1959         | [ 6 ]  |
| 3   | Hisayasu Nagata            | Político                              | Japão            | 1969         | [ 7 ]  |
| 4   | Lei Clijsters              | Futebolista                           | Bélgica          | 1956         | [ 8 ]  |
| 5   | Adolf Merckle              | Empresário                            | Alemanha         | 1934         | [ 9 ]  |
| 6   | Ron Asheton                | Guitarrista                           | Estados Unidos   | 1948         | [ 10 ] |
| 7   | Anália de Victória Pereira | Política                              | Angola           | 1941         | [ 11 ] |
| 8   | Don Galloway               | Ator                                  | Estados Unidos   | 1937         | [ 12 ] |
| 9   | Kaarle Ojanen              | Enxadrista                            | Finlândia        | 1918         | [ 13 ] |
| 10  | Rob Gauntlett              | Montanhista                           | Inglaterra       | 1987         | [ 14 ] |
| 11  | Pio Laghi                  | Religioso                             | Itália           | 1922         | [ 15 ] |
| 11  | Tommy Casey                | Futebolista                           | Irlanda do Norte | 1930         | [ 16 ] |
| 12  | Alejandro Sokol            | Cantor                                | Espanha          | 1960         | [ 17 ] |
| 12  | Friaça                     | Futebolista                           | Brasil           | 1924         | [ 18 ] |
| 13  | Arne Næss                  | Filósofo e ecologista                 | Noruega          | 1912         | [ 19 ] |
| 13  | Patrick McGoohan           | Ator                                  | Estados Unidos   | 1928         | [ 20 ] |
| 14  | Ricardo Montalbán          | Ator                                  | México           | 1920         | [ 21 ] |
| 15  | Said Seyam                 | Político                              | Palestina        | 1958         | [ 22 ] |
| 16  | Andrew Wyeth               | Pintor                                | Estados Unidos   | 1917         | [ 23 ] |
| 16  | Cláudio Milar              | Futebolista                           | Uruguai          | 1974         | [ 24 ] |
| 17  | Susanna Foster             | Atriz                                 | Estados Unidos   | 1924         | [ 25 ] |
| 18  | João Aguardela             | Músico e compositor                   | Portugal         | 1969         | [ 26 ] |
| 19  | Anastasia Baburova         | Jornalista e ativista                 | Rússia           | 1983         | [ 27 ] |
| 20  | Dante Lavelli              | Jogador de futebol americano          | Estados Unidos   | 1923         | [ 28 ] |
| 21  | Peter Persidis             | Futebolista                           | Áustria          | 1947         | [ 29 ] |
| 22  | Clément Pinault            | Futebolista                           | França           | 1985         | [ 30 ] |
| 23  | Héctor Rossetto            | Enxadrista                            | Argentina        | 1922         | [ 31 ] |
| 24  | Fernando Cornejo           | Futebolista                           | Chile            | 1969         | [ 32 ] |
| 24  | Mariana Bridi              | Modelo                                | Brasil           | 1988         | [ 33 ] |
| 25  | Tia Doca da Portela        | Sambista                              | Brasil           | 1932         | [ 34 ] |
| 26  | Ivan Jensen                | Futebolista                           | Dinamarca        | 1922         | [ 35 ] |
| 26  | Renato Consorte            | Ator                                  | Brasil           | 1926         | [ 36 ] |
| 27  | John Updike                | Escritor                              | Estados Unidos   | 1932         | [ 37 ] |
| 28  | Billy Powell               | Músico                                | Estados Unidos   | 1952         | [ 38 ] |
| 29  | Hélio Gracie               | Lutador de jiu-jitsu                  | Brasil           | 1915         | [ 39 ] |
| 30  | João Amaral Gurgel         | Empresário e industrial               | Brasil           | 1927         | [ 40 ] |
| 30  | José de Almeida            | Religioso                             | Brasil           | 1917         | [ 41 ] |
| 30  | Teddy Mayer                | Empresário                            | Estados Unidos   | 1935         | [ 42 ] |
| 31  | Lino Aldani                | Escritor                              | Itália           | 1926         | [ 43 ] |
| 31  | Yoya Martínez              | Atriz                                 | Chile            | 1912         | [ 44 ] |